# Žilina u Nového Strašecí
Žilina (deutsch Schillin) ist eine Gemeinde mit 755 Einwohnern (2006) in Tschechien. Sie liegt elf Kilometer südwestlich von Kladno und gehört zum Okres Kladno. Die Gemeindefläche beträgt 786 ha.

## Geographie
Das Dorf befindet sich am Übergang des Pürglitzer Waldes zum Kladnoer Steinkohlenbecken in 394 m ü. M. Nordöstlich verläuft die Trasse der Schnellstraße R 6 / Europastraße 48 zwischen Nové Strašecí und Kladno.
Nachbarorte sind Tuchlovice und Kamenné Žehrovice im Norden, Doksy im Nordosten, Družec im Osten, Dolní Bezděkov im Südosten, Lhota im Süden, 
Ploskov und Nový Dvůr im Westen sowie Lány im Nordwesten.

## Geschichte
Žilina entstand etwa in der Mitte des 12. Jahrhunderts, der erste urkundliche Beleg über den Ort und die Kirche stammt aus einer pontifikalen Zehntliste von 1352. Am 7. Mai 1353 überließ König Karl IV. das zu den Pürglitzer Lehen gehörige Dorf zusammen mit Krupá, Bratronice und Olešná den Mansionaren der Kirche des hl. Veit auf der Prager Burg. Nach den Hussitenkriegen fiel das Dorf wurde der böhmischen Krone zu. Ferdinand I. überließ das Dorf 1552 an Jan Bořita von Martinic. Von dieser Zeit an gehörte der Ort zur Grundherrschaft Smečno. 1634 brannten die Schweden auf dem Wege nach Prag das Dorf nieder. Zwischen 1770 und 1771 entstand eine neue Kirche.
Nach der Ablösung der Patrimonialherrschaften wurde Žilina 1850 eine selbstständige Gemeinde, die dem Gerichtsbezirk Neustraschitz und dem politischen Bezirk Schlan zugeordnet war.
Nach der Auflösung des Okres Slaný kam Žilina 1949 zum Okres Nové Strašecí, welcher bis 1960 bestand, und gehört seither zum Okres Kladno.  1980 wurde der südliche Nachbarort Lhota eingemeindet, der 1990 wieder eigenständig wurde.

## Ortsgliederung
Für die Gemeinde Žilina sind keine Ortsteile ausgewiesen. Zum Ort gehört die Einschicht Suchá Louka und die Gewerbesiedlung Ploskov.

## Sehenswürdigkeiten
- Kirche Geburt der Jungfrau Maria, 1770–1771 errichtet